# Sankt Joseph Søstrene
Sankt Joseph Søstrene er betegnelsen for de medlemmer af flere nonnesamfund, der er indstiftet til ære for Sankt Josefs (se Josefitter). Særlig kendt er de Skt. Joseph Søstre, der er udgåede fra det i 1812 grundlagte kloster i Chambéry i Savoyen. Herfra stammer søstrene i de nordiske lande, hvor de har mange ansete skoler og tidligere drev flere hospitaler. De kom til Danmark i 1856 og Island i 1896.

## Historie
Sankt Joseph Søstrenes Ordenssamfund blev grundlagt af jesuitter pateren Jean Pierre Médaille i 1650 i byen Le Puy i Frankrig. På sine rejser havde pater Médaille set den store nød og elendighed, der herskede som følge af trediveårskrigen. Da han samtidig havde kendskab til unge kvinder, som følte sig kaldet til at vie deres liv til Gud og hjælpe de fattige, fik han inspiration til ordenens grundlæggelse.
Sankt Joseph Søstrene blev dermed et af de første kvindelige ordenssamfund, hvor søstrene fik lov til at forlade de små fællesskaber for nogle timer for at hjælpe de nødlidende og syge.
Under Den franske Revolution mødte søstrene i Frankrig store vanskeligheder, deres ejendomme blev konfiskeret, kommuniteterne blev spredt, flere søstre blev kastet i fængsel og fem søstre blev halshugget. Efter revolutionen genoprettedes ordenssamfundet og udviklingen tog fart. Søstrene blev efterhånden spredt over hele verden.
De blev som hidtil kaldt Sankt Joseph Søstre, men nu med tilføjelse af det bynavn, søstrene gik ud fra. Således blev søstrene i Danmark en del af den “gren af træet”, der kaldes Sankt Joseph Søstrene af Chambéry, idet fire søstre fra denne by ankom til Danmark den 11. maj 1856.

### Sankt Joseph Søstrene i Danmark
Den 11. maj 1856 ankom de første Sankt Joseph Søstre til Danmark, kun 7 år efter indførelsen af religionsfrihed i landet og således de første ordenssøstre efter reformationen.
Ankomsten var formidlet af en kvinde, der kort forinden var blevet katolik. Præstene ved Sankt Ansgars Kirke i København var medinddraget i projektet. De troede det drejede sig om en rig orden, der ville oprette et hospital i København, mens søstrene og ledelsen i Frankrig havde forstået, at de skulle overtage et allerede eksisterende sygehus. Misforståelsen blev først opklaret, da søstrene stod foran præsterne.
Præsterne ville omgående sende dem tilbage til Frankrig, hvor de kom fra, men søstrene blev.
Der fulgte nu en svær tid. Søstrene blev indlogeret i en lille, fugtig kælderlejlighed ved Sankt Annæ Plads ud til den nylig nedlagte Garnisons Kirkegård. Nogle velhavende damer støttede dem imidlertid og hjalp dem til at få lidt arbejde i form af sprogundervisning og broderi.
Ved juletid kom en fattig, syg mor med et forkrøblet barn, som hun bad søstrene overtage.
Herefter gik der skred i tingene. Endnu et par børn blev givet i søstrenes varetægt, nogle udenlandske forældre bad dem undervise deres børn, og syge bad om søstrenes pleje .
Hertil kom at en ung dansk pige bad om at blive optaget i Ordenssamfundet, og at flere søstre fra Frankrig kom hertil for at slutte sig til det lille fællesskab.
1873 indviedes Sankt Josephs Hospital i København; et meget beskedent hospital der fik øgenavnet ”hospitalet med den ene seng”. Der var seks senge, men de var ikke alle belagt i begyndelsen. Der skulle dog ikke gå lang tid, inden søstrene blev kendte og værdsatte som dygtige, veluddannede og omsorgsfulde sygeplejersker.
Herefter bredte de sig over det meste af Danmark.
I de følgende år blev der åbnet hospitaler over hele Skandinavien:
- 1898 Reykjavik
- 1900 Århus
- 1901 Odense
- 1902 Aalborg
- 1903 Randers
- 1904 Esbjerg
- 1926 Havnefjord

I samme tidsrum åbnede eller overtog søstrene ca. 20 skoler og børnehjem. Flere af skolerne var sogneskoler for fattige katolske børn. Overalt satte søstrene deres præg på den danske katolske kirke.
Efter anden verdenskrig mindskedes tilgangen til Ordenssamfundet betydeligt, samtidig med at sygehusvæsenet i amter og kommuner udvikledes betydeligt. Søstrenes hospitaler blev derfor afviklede og skolerne blev efterhånden selvejende institutioner, ledet af civile lærere.

### Sankt Joseph Søstrene i dag i Danmark
I 2005 var der ca. 69 Sankt Joseph Søstre i Danmark, de fleste pensionerede, mange plejepatienter.
På trods af de få tilbageværende søstre har de taget nye opgaver på sig, f.eks. omsorgen for døende og ønsket om oaser af stilhed midt i vor fortravlede verden.
Et par søstre er engagerede med syge og døende mennesker, en sygeplejerske og en musikterapeut.
Andre går ind i besøgstjeneste, og nogle er uddannede til at lede retræter, så folk under kyndig vejledning kan tage nogle dage i stilhed og fordybelse, væk fra hverdagens jag, for at finde sig selv og komme nærmere Gud.
Med henblik på dette åbnedes i 1995 et retræte-center i søstrenes hus, Stella Matutina, Morgenstjerne, ved Nivå Bugt, nord for København.